# Tovarna Automobilov in Motorjev

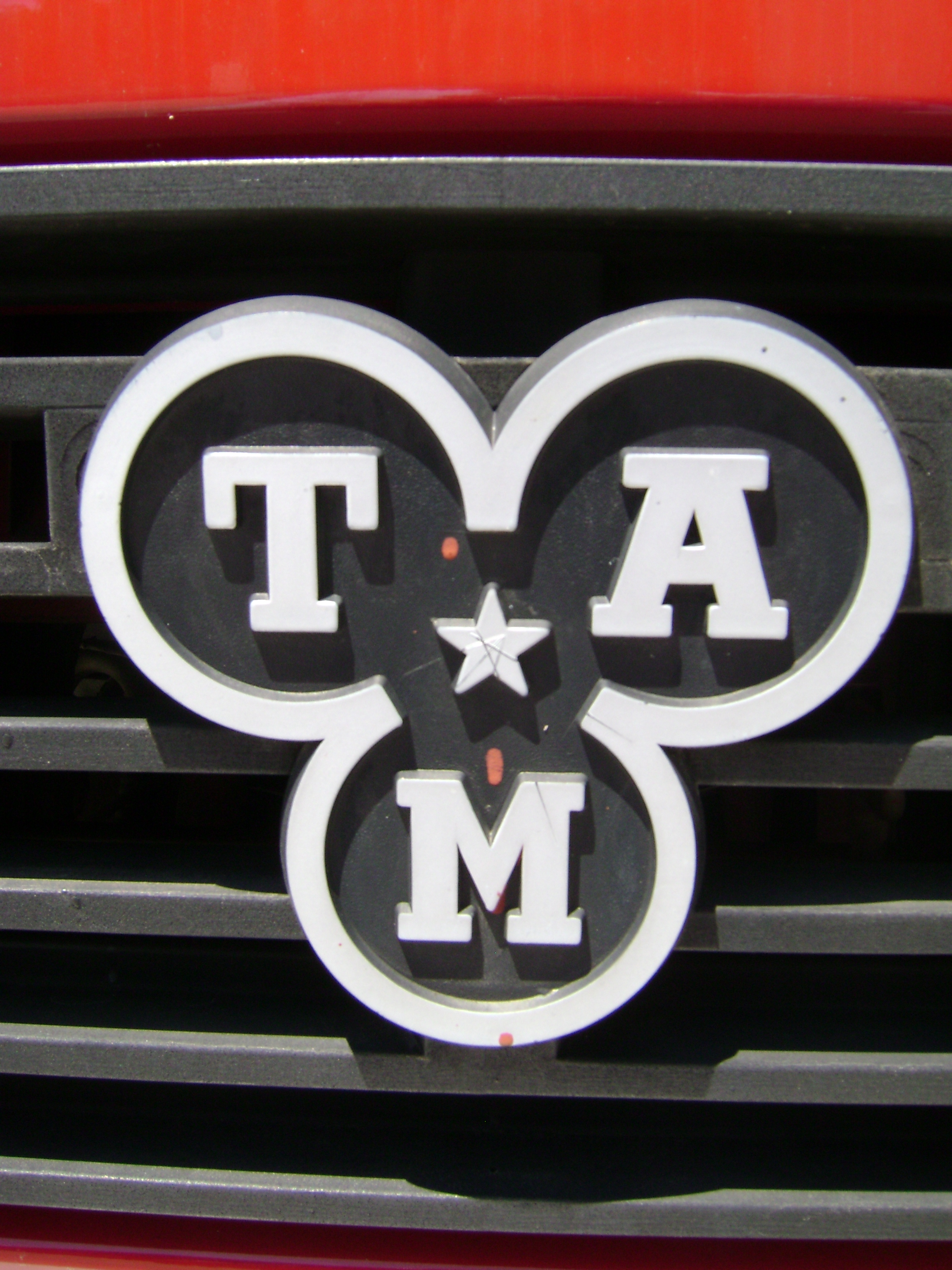
TAM Logo

Tovarna Automobilov in Motorjev (TAM) ist eine 1946 gegründete Nutzfahrzeugmarke aus Slowenien. TAM-Fahrzeuge werden seit 2001 von dem Unternehmen Tovarna Vozil Maribor (TVM) mit Sitz in Maribor produziert.

## Geschichte
TAM wurde zum 31. Dezember 1946 auf Initiative des damaligen jugoslawischen Ministerpräsidenten Josip Broz Tito in Maribor gegründet. 1947 begann das Unternehmen mit dem Bau von Lastkraftwagen in der 3-Tonnen-Klasse sowie von wassergekühlten Benzinmotoren mit 52 kW. Der Name des ersten Fahrzeugtyps war „TAM Pionir“. Es handelte sich um Lizenzbauten des tschechoslowakischen Herstellers Praga. Der Pionir wurde bis 1962 in rund 1.700 Exemplaren gebaut und auch exportiert.
Ab 1958 baute TAM zusätzlich Lkw- und Omnibus-Baumuster der deutschen Marke Magirus-Deutz in Lizenz, die auch beim jugoslawischen Militär zum Einsatz kamen. Es handelte sich bei den Lkw um Haubenfahrzeuge mit luftgekühltem Dieselmotor in Lizenz von Klöckner-Humboldt-Deutz (KHD). Die Typbezeichnungen lauteten TAM 5000 (Lkw, 5 Tonnen Nutzlast, 85 PS, auch mit Allradantrieb erhältlich), TAM 5500 (Lkw, 5,5 Tonnen Nutzlast, 125 PS), TAM 6500 (Lkw, 6,5 Tonnen Nutzlast, 125 PS), TAM 110T10 (Lkw, 10 Tonnen Gesamtgewicht, 110 PS) und TAM 170T14 (Lkw, 14 Tonnen Gesamtgewicht, 170 PS).
1962 lief die Produktion der Praga-Lizenzbauten aus. Im Laufe der Zeit kamen auch eigene Konstruktionen hinzu, z. B. der TAM 6500BVL, der TAM 110T7BV und der TAM 150T11BV 6x6 (alles Frontlenker-Lkw mit luftgekühltem Motor in KHD-Lizenz).
In der Zeit nach dem Zweiten Weltkrieg war TAM, neben FAP, Jugoslawiens führender Lkw- und Omnibushersteller. Ende der 1980er- und Anfang der 1990er-Jahre geriet TAM jedoch in wirtschaftliche Schwierigkeiten. Am 3. Juni 1996 wurde das Unternehmen insolvent und verlor daraufhin seine wirtschaftliche Selbstständigkeit.
Die Lkw-Produktion wurde jedoch ab 2001 nach wie vor unter der Marke TAM aber von dem Nachfolgeunternehmen Tovarna Vozil Maribor (TVM) unter Regie des slowenischen Staates fortgesetzt. Danach gehörte TVM zur Viator & Vektor Speditionsgesellschaft und beschäftigte sich schwerpunktmäßig mit Produktion und Wartung von Mini-, Midi- und Flughafenvorfeldbussen in Lizenz der MAN-Tochter Neoplan. Daneben wurden in Lizenz von MAN Nutzfahrzeuge geländegängige Lkw- und Militärfahrzeuge gebaut. Außer der Produktion und Wartung von Lkw und Omnibussen der Marke TAM gehörte auch der Bau und Umarbeitung von Nutzfahrzeugaufbauten zu den Aktivitäten des Unternehmens TVM.
Im Jahr 2011 kam die endgültige Insolvenz für TVM TAM.
Im Jahr 2013 begann ein Joint Venture unter Beteiligung der österreichischen VEC. Die traditionelle Produktion von Lkw und Bussen wurde unter dem neuen Namen TAM Durabus in Slowenien wieder aufgenommen.
Der chinesische Mischkonzern CHTC hält 51 Prozent an dem Joint Venture, das TAM Durabus unterstützt.
Die restlichen 49 Prozent gehören der niederländischen, auf Elektromobilität spezialisierten Firma Duracar gemeinsam mit der österreichischen Unternehmensberatung VEC Venture Europe Consulting, die einen der für vier Jahre bestellten Geschäftsführer stellt. Der zweite Geschäftsführer kommt von der niederländischen Duracar, hinter der ebenfalls die chinesische CHTC steht.
TAM Durabus will sich auf Flughafenbusse mit Hybrid- und Elektromotoren spezialisieren, wobei einzelne Komponenten auch aus China geliefert werden.

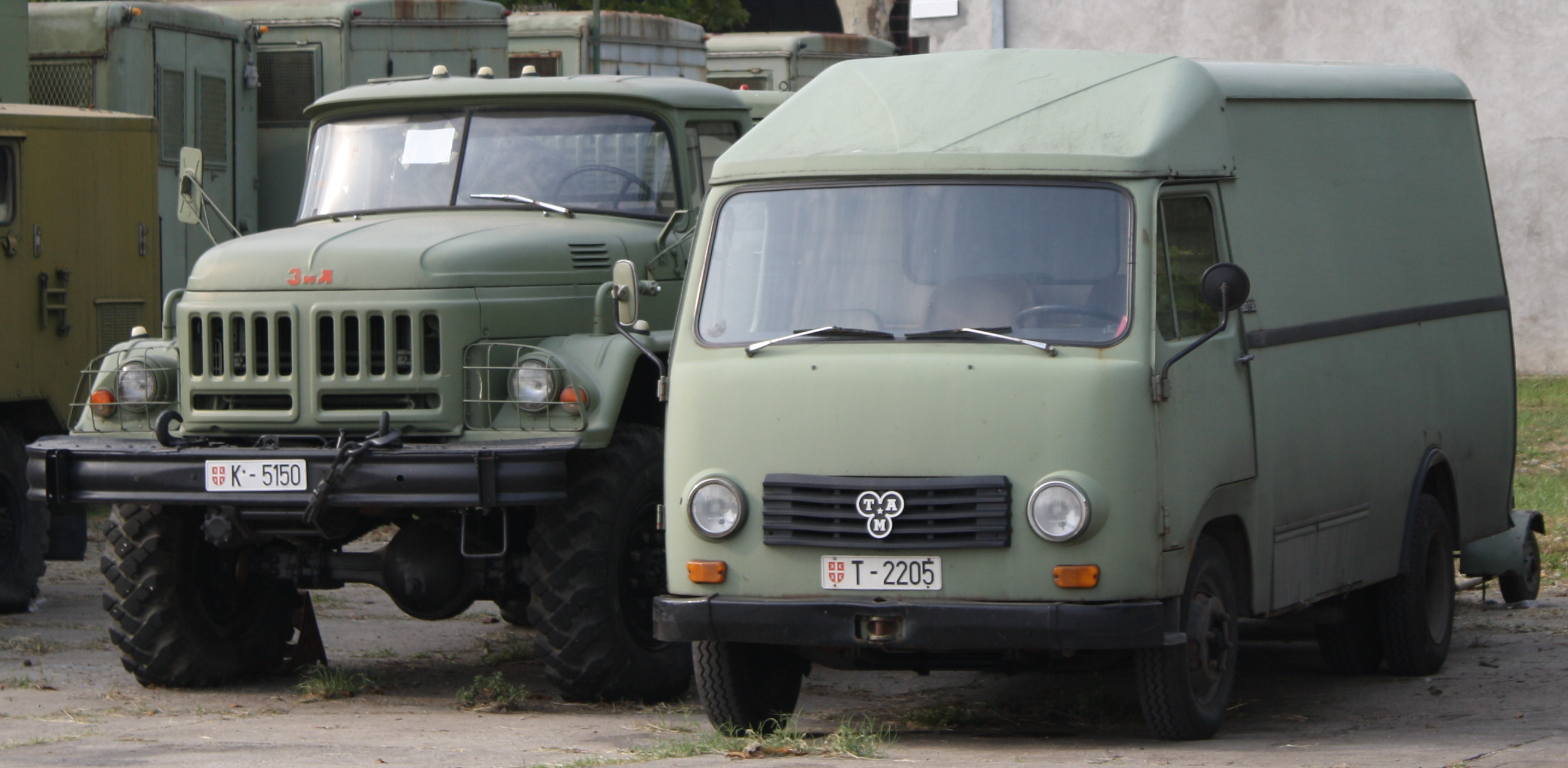
TAM 80, daneben ein sowjetischer ZIL-131
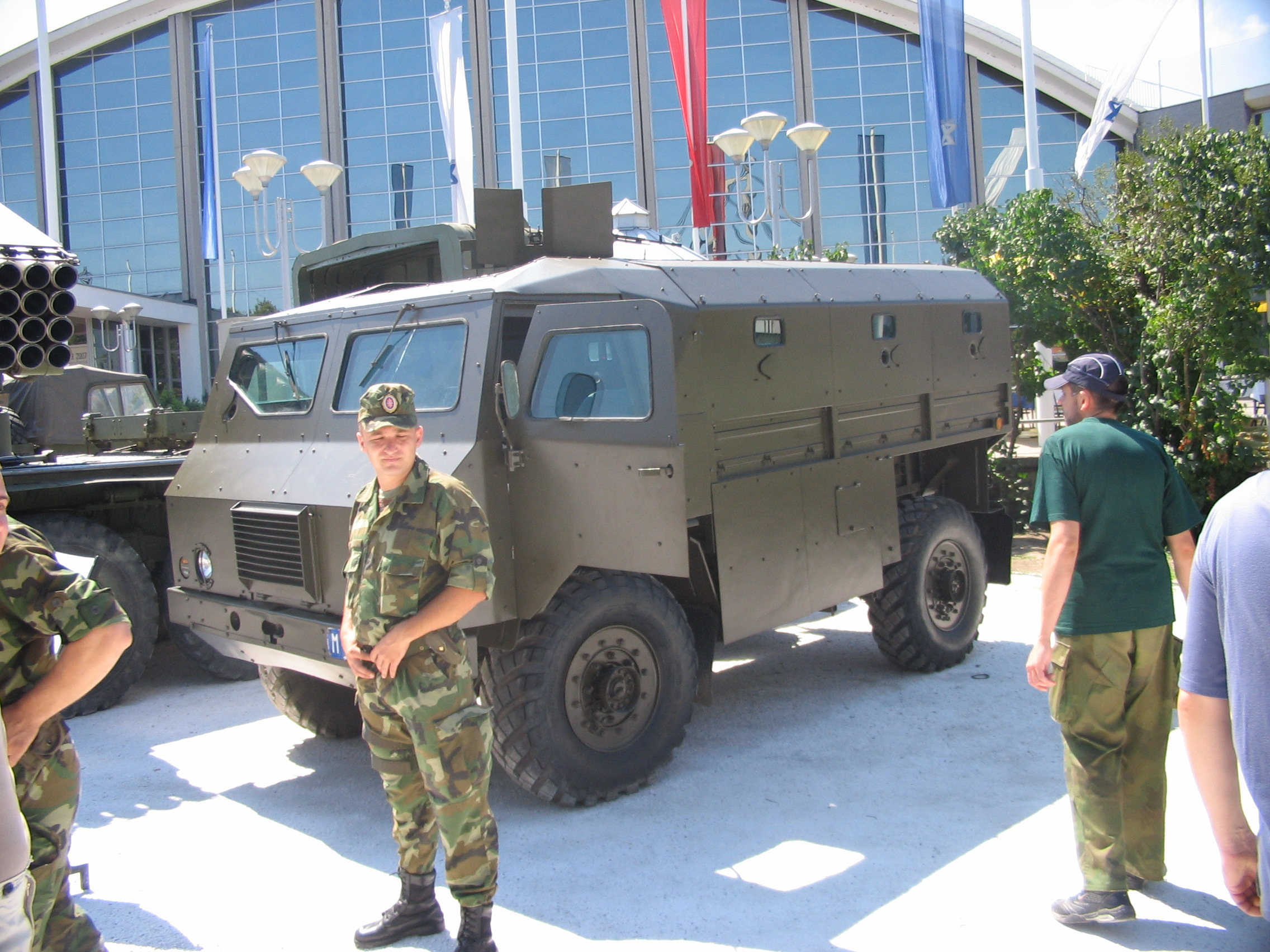
TAM 110
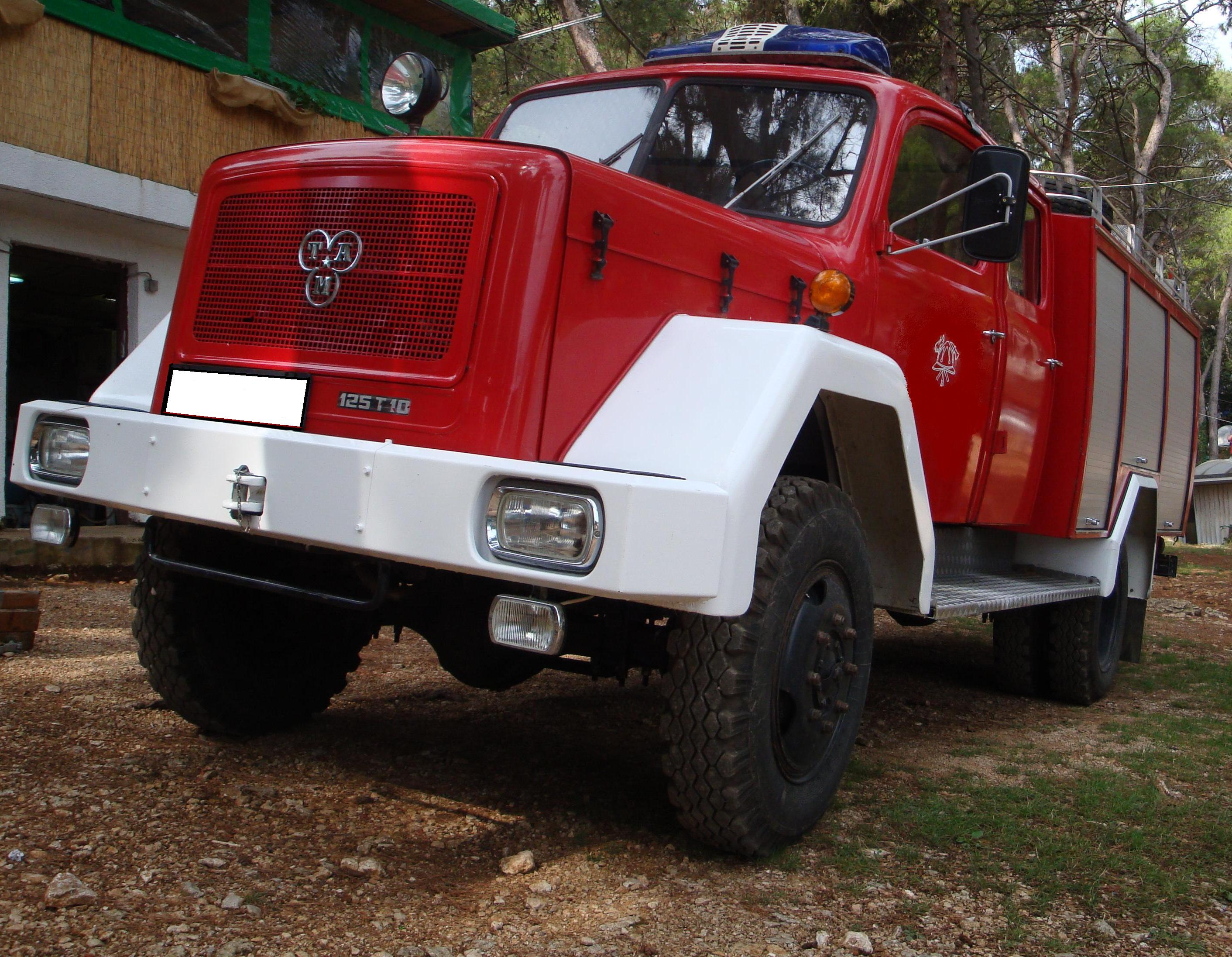
TAM 125 T 10 Feuerwehrfahrzeug, Lizenzbau von Magirus-Deutz
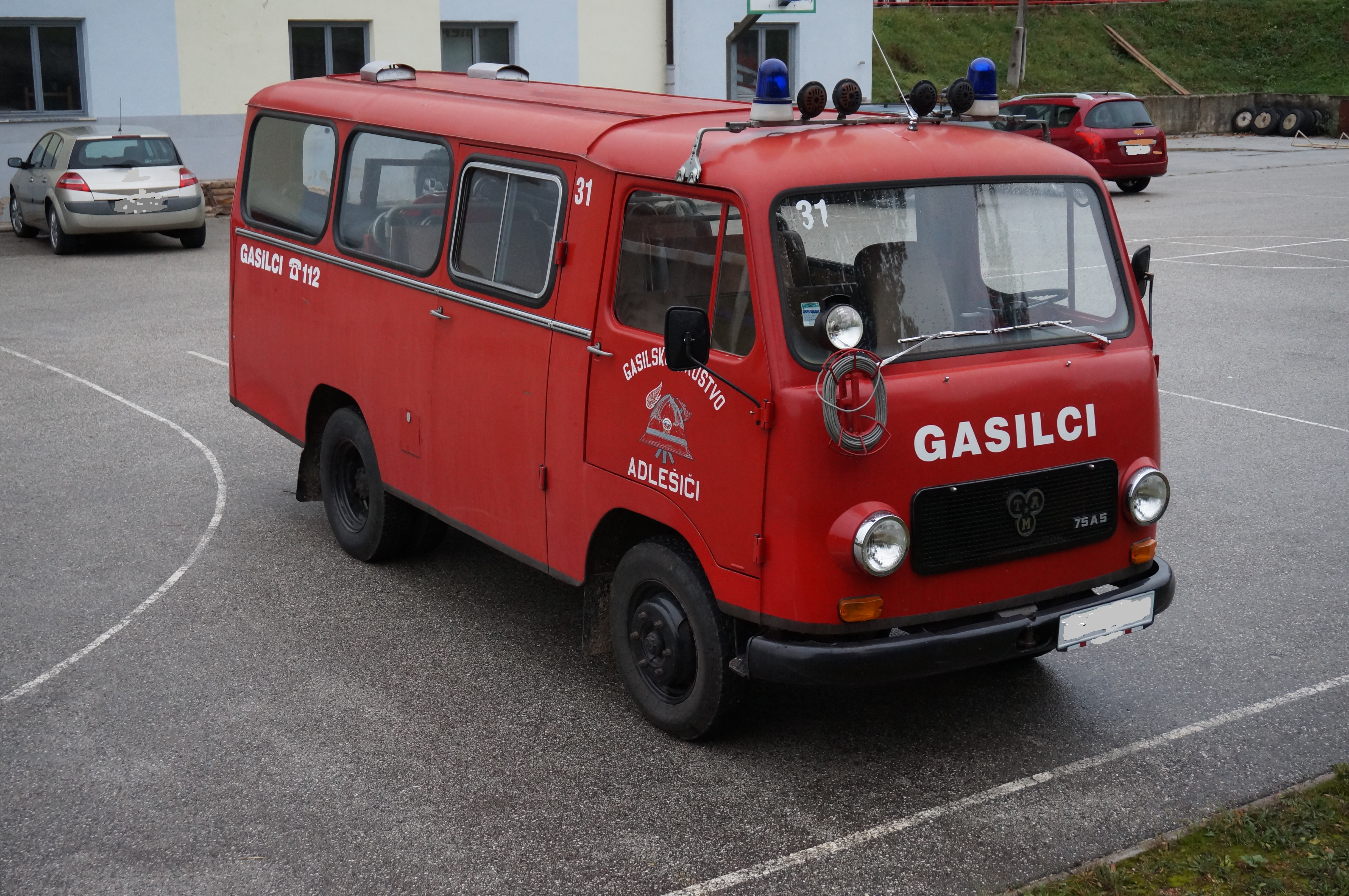
TAM 75AS als Feuerwehrfahrzeug
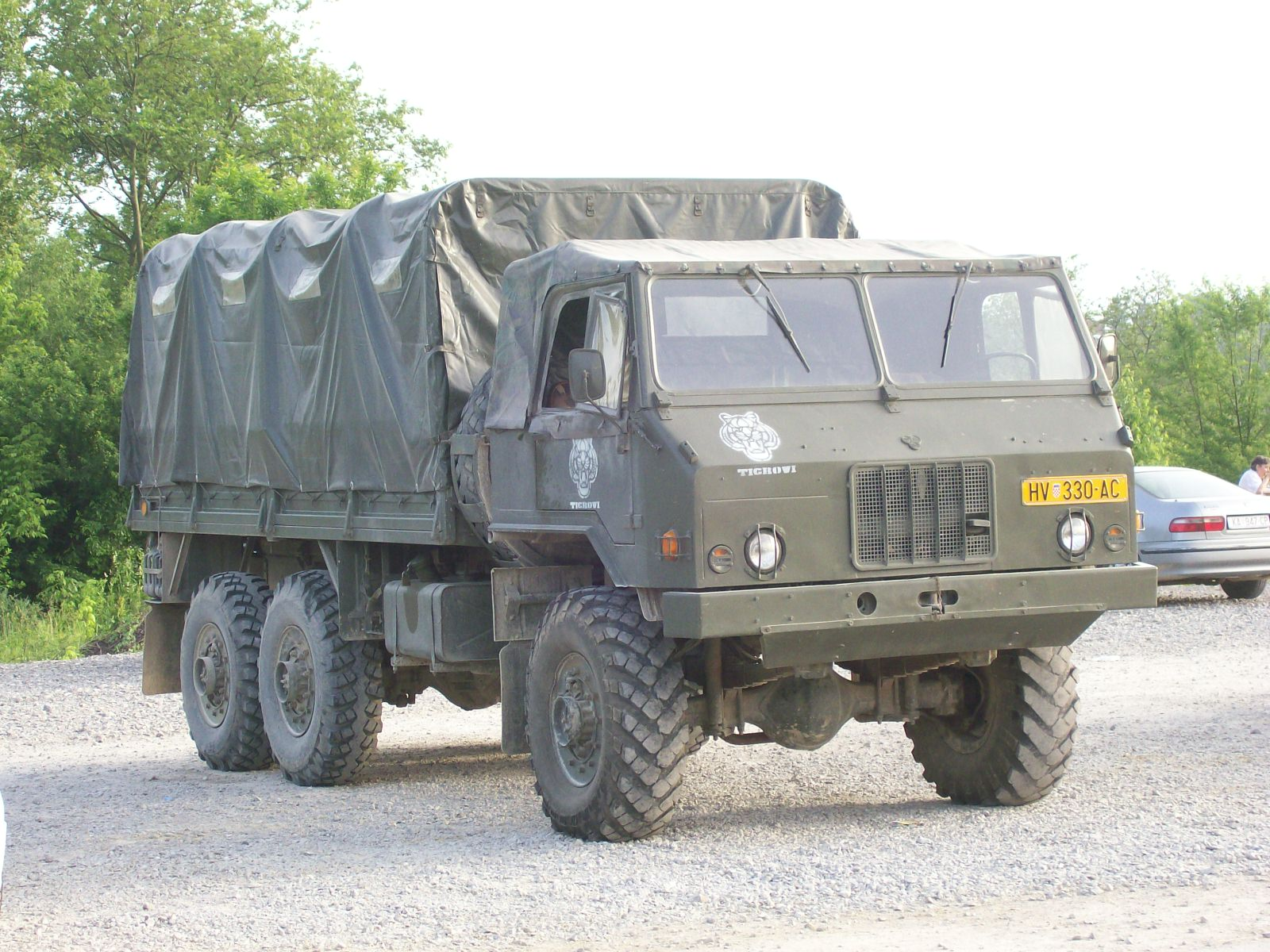
TAM 150
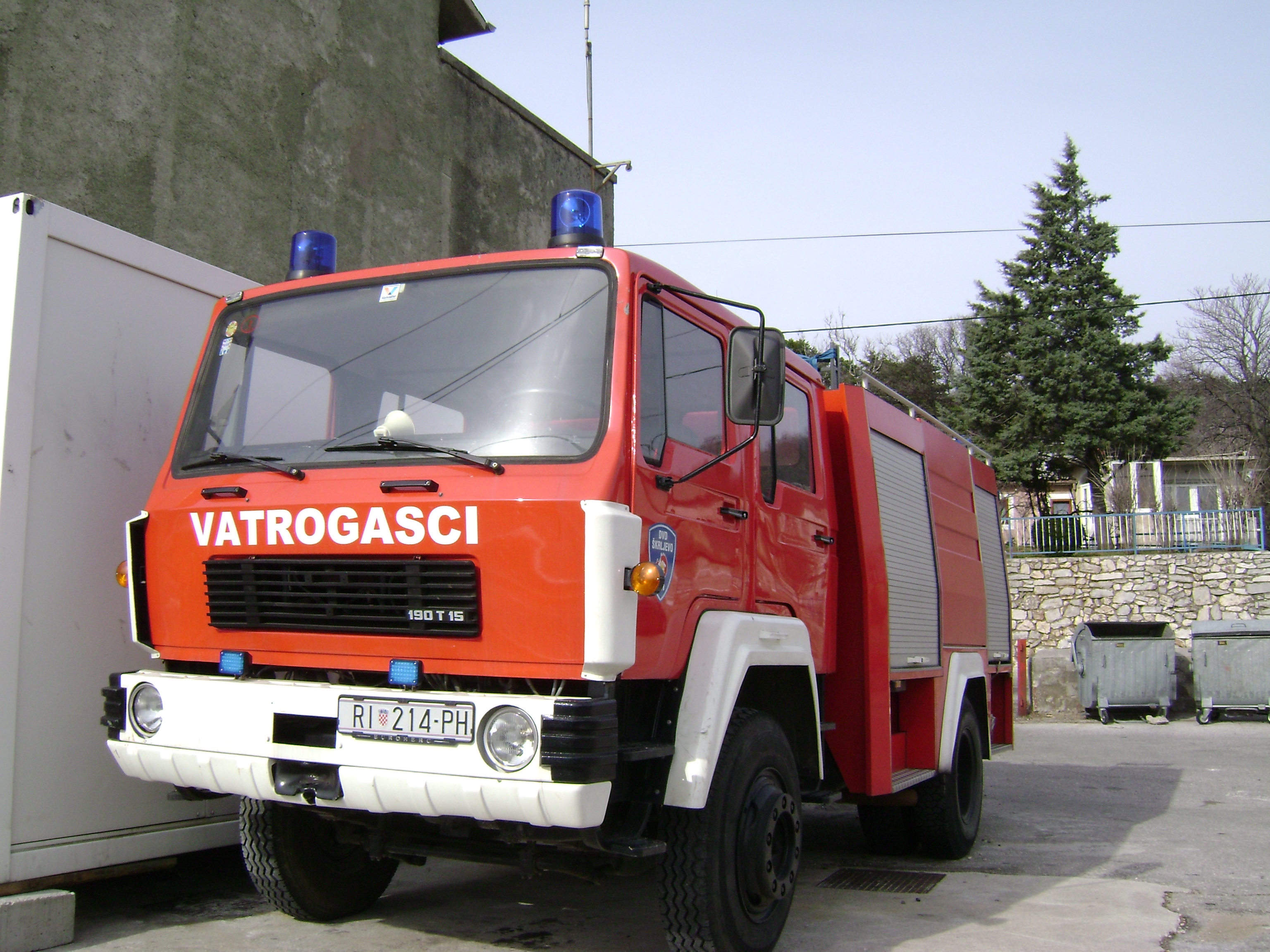
TAM 190 T 15 als Feuerwehrfahrzeug
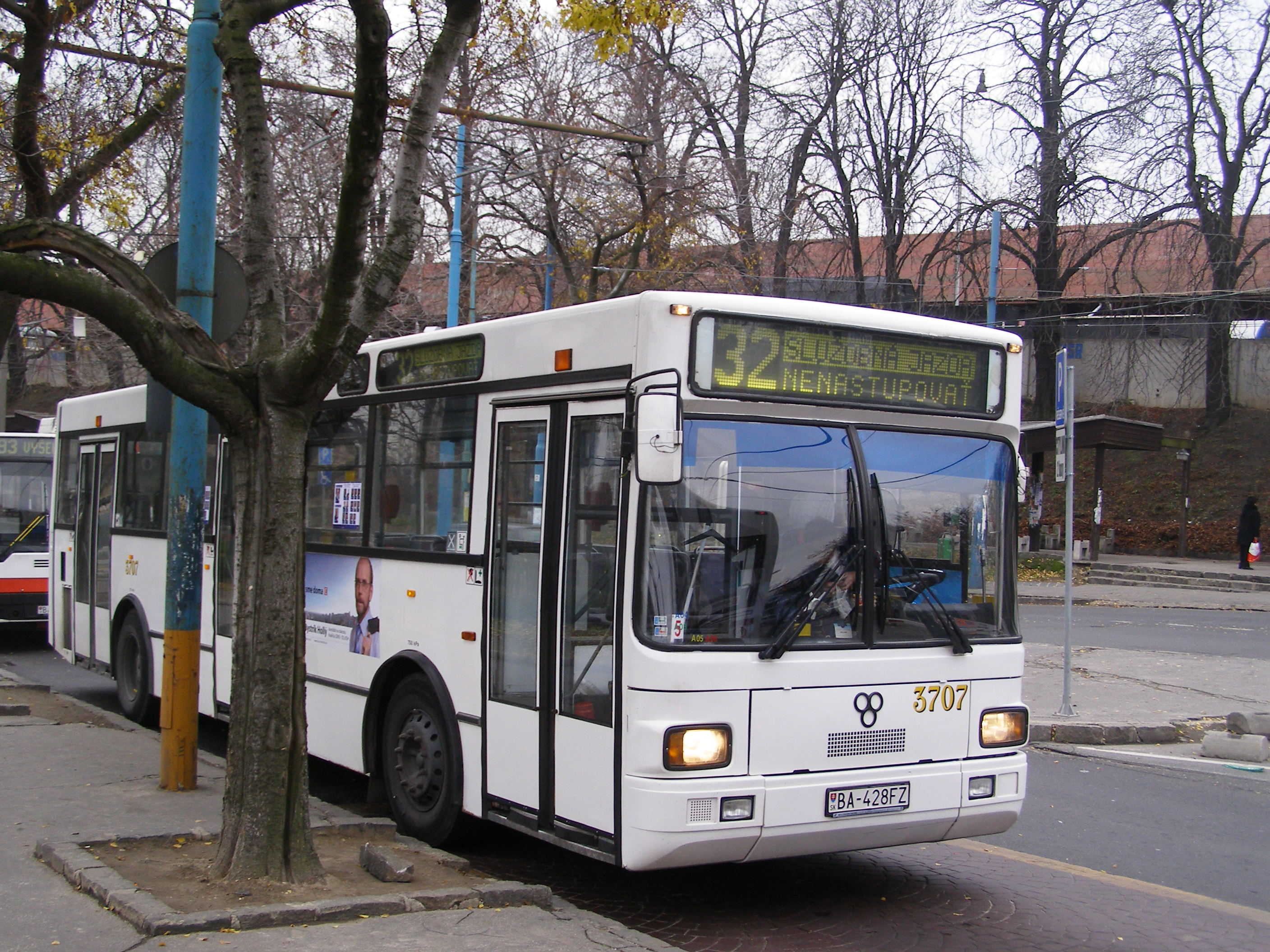
TAM 232 A 116 M Bus in Bratislava
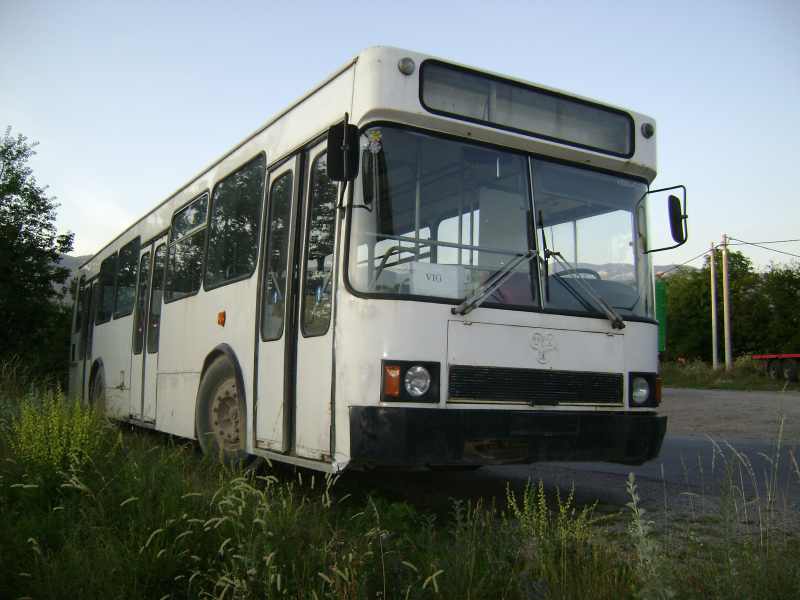
TAM 260 A 116 M
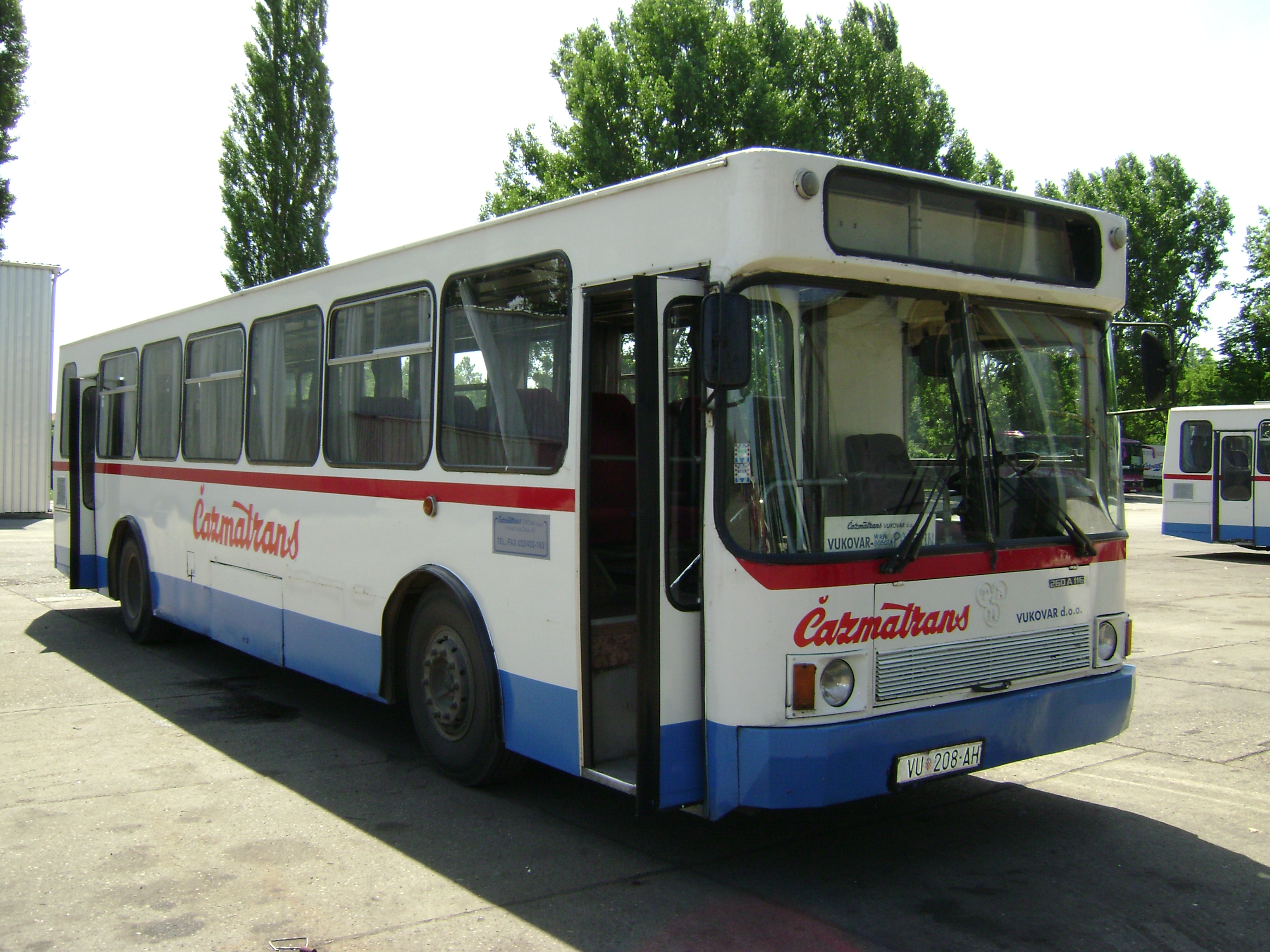
TAM 260 A 116 P
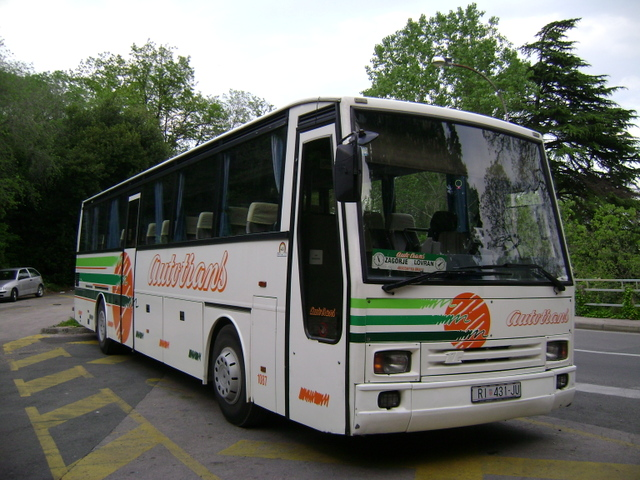
TAM 260 A 119
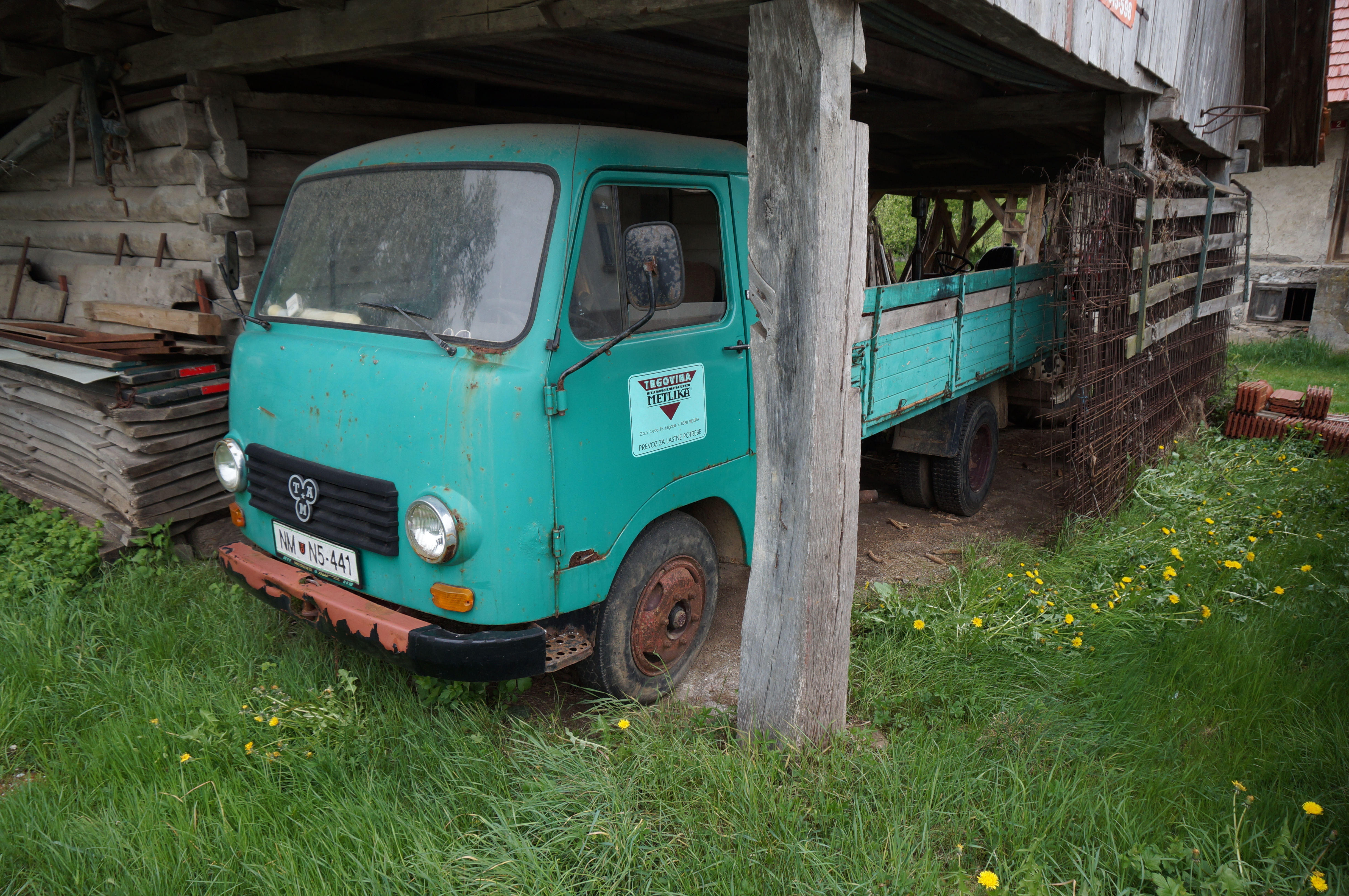
TAM 80 mit Pritschenaufbau
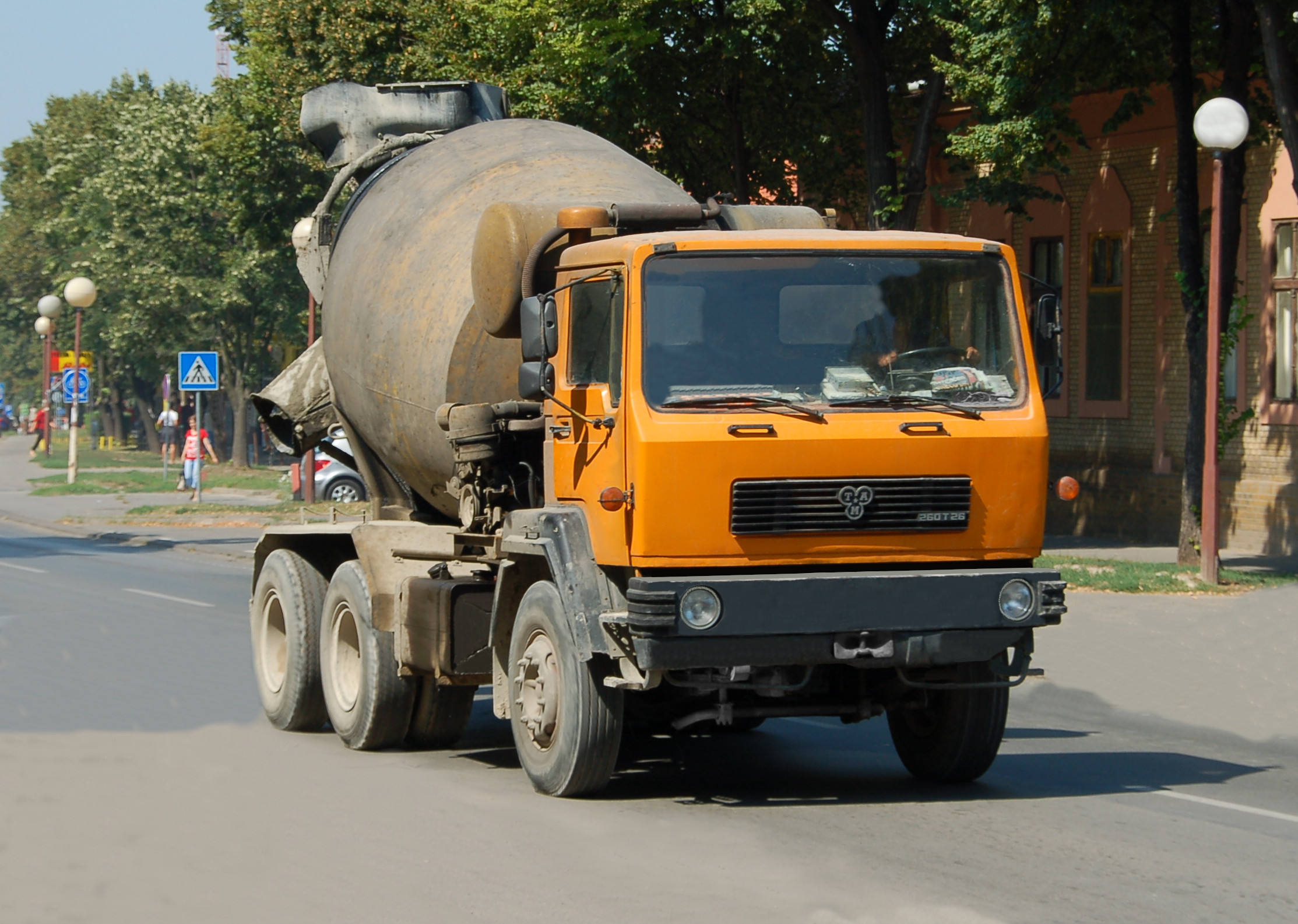
TAM 260 T 26, Betonmischfahrzeug, Fahrmischer, LKW in Serbien